# Kampfgeschwader 355
Kampfgeschwader 355 (dobesedno slovensko: Bojni polk 355; kratica KG 355) je bil bombniški letalski polk (Geschwader) v sestavi nemške Luftwaffe.

## Organizacija
- štab
- I. skupina
- II. skupina
- III. skupina

## Vodstvo polka
Poveljniki polka (Geschwaderkommodore)
- Oberst Philipp Zoch: 1. april 1937